# Quintana del Castillo
Quintana del Castillo est une commune d'Espagne dans la province de León, communauté autonome de Castille-et-León. Elle s'étend sur 155,71 km2 et comptait environ 810 habitants en 2015.